# Paralelo 35 N
O paralelo 35 N é um paralelo que está 35° graus a norte do plano equatorial da Terra.
A esta latitude o Sol é visível durante 14 horas e 31 minutos durante o solstício de verão e durante 9 horas e 48 minutos durante o solstício de inverno.
Nos Estados Unidos da América, este paralelo define a fronteira sul do Tennessee, e a fronteira entre a Carolina do Norte e a Geórgia.
Começando no Meridiano de Greenwich na direção leste, o paralelo 35 N passa sucessivamente por:
| País, território ou mar           | Notas |
| --------------------------------- | --- |
| Argélia                           | |
| Tunísia                           | |
| Mar Mediterrâneo                  | |
| Grécia                            | Ilha de Creta |
| Mar Mediterrâneo                  | |
| Chipre                            | Incluindo um pequeno trecho no Zona-Tampão das Nações Unidas em Chipre |
| Deceleia                          | Bases Britânicas Soberanas (não fazem parte do território da República de Chipre) |
| Chipre                            | |
| Mar Mediterrâneo                  | |
| Síria                             | |
| Iraque                            | |
| Irão                              | |
| Afeganistão                       | |
| Paquistão                         | Khyber Pakhtunkhwa · Azad Kashmir - reclamado pela Índia · Gilgit-Baltistan - reclamado pela Índia |
| Índia                             | Jammu e Caxemira - reclamado pelo Paquistão |
| Aksai Chin                        | Disputado entre Índia e China |
| China                             | Tibete Qinghai Gansu Shaanxi Gansu Shaanxi Shanxi Henan Shandong Jiangsu |
| Mar da China Meridional           | |
| Coreia do Sul                     | |
| Estreito da Coreia / Mar do Japão | |
| Japão                             | Ilha de Honshū |
| Baía de Sagami                    | |
| Japão                             | Ilha de Honshū |
| Oceano Pacífico                   | |
| Estados Unidos                    | Califórnia Nevada (ponto mais meridional) Arizona Novo México Texas Oklahoma Arkansas fronteira Tennessee / Mississippi fronteira Tennessee / Alabama fronteira Tennessee / Geórgia fronteira Carolina do Norte / Geórgia Carolina do Sul Carolina do Norte Rota proposta para a Linha ferroviária do Atlântico e Pacífico |
| Oceano Atlântico                  | |
| Marrocos                          | |
| Argélia                           | |

## Ver também

O paralelo 35 N define várias fronteiras entre estados dos Estados Unidos